# Digital Game Technology
Digital Game Technology,  beter bekend als DGT, is een Nederlands fabrikant van digitale wedstrijdklokken en andere digitale attributen voor het schaakspel. Het produceert sinds 1993 de officiële FIDE-schaakklok.

## Geschiedenis
Halverwege de jaren 1980 werd de eerste digitale schaakklok gebouwd door Ben Bulsink, toen student aan de Technische Universiteit Twente. De klok werd in het orgaan van de Nederlandse Schaakbond als "de perfecte schaakklok" beoordeeld. Het was echter handgemaakt en te duur voor productie. Uiteindelijk werd van dit model slechts ongeveer 60 stuks gebouwd. 
Enkele jaren later vernam Albert Vasse dat het Amber-blindschaaktoernooi in Monaco Fischer-timing wilde gaan gebruiken. Vasse benaderde samen met Bulsink toernooisponsor Joop van Oosterom met het aanbod dergelijke klokken te bouwen. Hieruitvoort kwam de eerste betaalbare digitale schaakklok. In 1993 werd deze DGT-klok de officiële FIDE-schaakklok.
Sindsdien heeft het bedrijf een productenrange opgebouwd van digitale schaakklokken, borden en ander schaakgerelateerde digitale attributen.